# Lucie Chainel-Lefèvre
Lucie Chainel-Lefèvre (Montbéliard, Doubs, 2 de juliol de 1983) és una ciclista francesa. Especialista en ciclocròs ha guanyat una medalla als Campionats del món.
Està casada amb el també ciclista Steve Chainel.

## Palmarès en ciclocròs
- 2011-2012
  -  Campiona de França en ciclocròs
- 2012-2013
  -  Campiona de França en ciclocròs